# 向涛 (2000年)
向涛（2000年9月16日—，游戏ID：Angel），中国《英雄联盟》电子竞技运动员，曾是苏宁电子竞技俱乐部以及RNG电子竞技俱乐部中路选手，英雄联盟2020赛季全球总决赛亚军成员。現今是OMG电子竞技俱乐部成員。